# Königsallee (Düsseldorf)

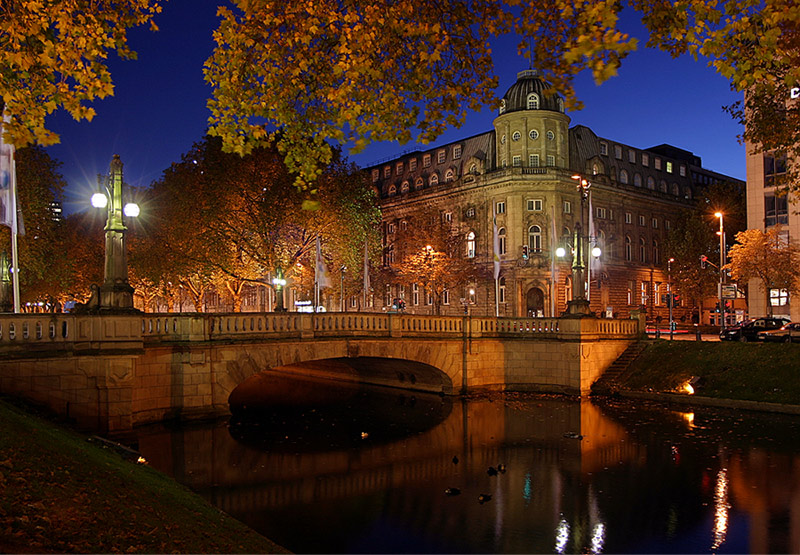
Königsallee w nocy

Königsallee (niem. "Aleja Królewska", w skrócie "Kö") – bulwar w düsseldorfskim Stadtmitte (Śródmieściu) w Niemczech. Pośrodku alei znajduje się fosa. Königsallee jest centrum dla sprzedawców dóbr luksusowych.
Königsallee przecina Carl-Theodor-Straße na południu i kończy się przed parkiem Hofgarten. Na ulicy znajdują się m.in. drogie sklepy, galerie handlowe oraz galerie mody. Niektóre marki posiadające swoje sklepy na Königsallee to: Cartier, Aigner, Lacoste, Eickhoff, Jil Sander, Benetton, Gucci, Esprit, Laurel, Armani, Chanel, Escada, Hugo Boss, Joop, Kookaï, Prada.

## Historia
Bulwar został zaprojektowany przez Caspara Antona Huschbergera, gdy obszar ten był ponownie zagospodarowywany w 1802, aby wymienić istniejące tu wcześniej fortyfikacje. Budowa zakończyła się w 1804. W 1812 otworzono na Königsallee Breidenbacher Hof. Fosa płynąca wzdłuż bulwaru jest szeroka na 31 m i głęboka na 5 m. Fosa jest wypełniana wodą z rzeki Düssel (prawy dopływ Renu), która została do tego celu odpowiednio przekierowana. Ponad kanałem przechodzą dwa drewniane mosty. Zgodnie z sugestią architekta Maximiliana Friedricha Weyhe wzdłuż bulwaru posadzono drzewa, a bulwar przemianowano na "Kastanienallee" ("Aleja Kasztanowa"). Po incydencie z 1848, gdy króla Fryderyka Wilhelma IV Pruskiego obrzucono końskim łajnem, w geście dobrej woli aleja została przemianowana na "Königsallee" ("Aleja Królewska").

## Odwołania w kulturze
O Königsallee jest mowa w piosence Herberta Grönemeyera Bochum z 1984.